# Tytthocope pygmaea
Tytthocope pygmaea là một loài chân đều trong họ Munnopsidae. Loài này được Sars miêu tả khoa học năm 1879.